# بلدة كريستال ليك (ميشيغان)
كريستال ليك (بالإنجليزية: Crystal Lake Township, Michigan)‏ هي بلدة تقع بولاية ميشيغان في الولايات المتحدة. تبلغ مساحتها 44.2 (كم²)، وترتفع عن سطح البحر 246 م، بلغ عدد سكانها 957 نسمة في عام تعداد الولايات المتحدة 2010 حسب إحصاء مكتب تعداد الولايات المتحدة وتصل الكثافة السكانية فيها 29.4 نسمة/كم2.

## وصلات خارجية
- www.crystallaketwp.org
- The US50 - Cities and Towns in Michigan State
- Michigan Cities and Towns, Facts, Map, Flag, Colleges, Government, and More